# Neolebias powelli
Neolebias powelli är en fiskart som beskrevs av Guy G. Teugels och Roberts, 1990. Neolebias powelli ingår i släktet Neolebias och familjen Distichodontidae. IUCN kategoriserar arten globalt som akut hotad. Inga underarter finns listade i Catalogue of Life.